# Награди „Оскар“ (92-ра церемония)
Деветдесет и втората церемония по връчване на филмовите награди „Оскар“ се провежда на 9 февруари 2020 г. в театър „Долби“ в американския град Лос Анджелис, като за пореден път е излъчена по канала Ей Би Си. Номинациите са обявени на 13 януари 2020 г., а за втори пореден път церемонията се провежда без водещ.

## Награди и номинации по категория
| Най-добър филм | Най-добър режисьор |
| --- | --- |
| - Паразит – Пон Джун Хо, Куак Син-ае - 1917 – Сам Мендес, Пипа Харис, Джейн-Ан Тенгрен и Калъм МакДугъл - Пълно ускорение – Питър Чернин, Джено Топинг, Джеймс Манголд - Ирландецът – Мартин Скорсезе, Робърт Де Ниро, Джейн Розентал и Ема Тилинджър Коскоф - Джоджо Заека – Картю Нийл, Тайка Уайтити, Челси Уинстанли - Жокера – Тод Филипс, Брадли Купър, Ема Тилинджър Коскоф - Малки жени – Ейми Паскал - Брачна история – Ноа Баумбач, Дейвид Хейман - Имало едно време в Холивуд – Дейвид Хейман, Шанън МакИнтош и Куентин Тарантино | - Пон Джун Хо – Паразит - Сам Мендес – 1917 - Мартин Скорсезе – Ирландецът - Тод Филипс – Жокера - Куентин Тарантино – Имало едно време в Холивуд |
| Най-добра мъжка роля | Най-добра женска роля |
| - Хоакин Финикс – за ролята на Артър Флек / Жокера във филма „Жокера“ - Антонио Бандерас – за ролята на Салвадор Мало в Болка и слава - Леонардо ди Каприо – за ролята на Рик Долтън в Имало едно време в Холивуд - Адам Драйвер – за ролята на Чарли Барбър в Брачна история - Джонатан Прайс – за ролята на кардинал Хорхе Марио Берголио в Двамата папи | - Рене Зелуегър – за ролята на Джуди Гарланд в Джуди - Синтия Ериво – за ролята на Хариет Тъбман в Хариет - Скарлет Йохансон – за ролята на Никол Барбър в Брачна история - Сърша Ронан – за ролята на Джозефин „Джо“ Марч в Малки жени - Шарлиз Терон – за ролята на Мегин Кели в Бомба със закъснител |
| Най-добра поддържаща мъжка роля | Най-добра поддържаща женска роля |
| - Брад Пит – за ролята на Клиф Буут в Имало едно време в Холивуд - Том Ханкс – за ролята на Фред Роджърс в Хубав ден в квартала - Антъни Хопкинс – за ролята на Бенедикт XVI в Двамата папи - Ал Пачино – за ролята на Джими Хофа в Ирландецът - Джо Пеши – за ролята на Ръсел Буфалино в Ирландецът | - Лора Дърн – за ролята на Нора Фаншоу в Брачна история - Кати Бейтс – за ролята на Барбара „Боби“ Джуъл в Случаят Ричард Джуъл - Скарлет Йохансон – за ролята на Роузи Бетцлер в Джоджо Заека - Флорънс Пю – за ролята на Ейми Марч в Малки жени - Марго Роби – за ролята на Кейла Посписил в Бомба със закъснител |
| Най-добър оригинален сценарий | Най-добър адаптиран сценарий |
| - Паразит – Пон Джун Хо, Хан Джин Уон - 1917 – Сам Мендес и Кристи Уилсън-Кейнс - Вади ножовете – Риан Джонсън - Брачна история – Ноа Баумбач - Имало едно време в Холивуд – Куентин Тарантино | - Джоджо Заека – Тайка Уайтити по книгата „Ограничаващи небеса“ на Кристин Льойненс - Ирландецът – Стивън Зелиан по книгата „Чух, че боядисвате къщи“ на Чарлз Бранд - Жокера – Тод Филипс и Скот Силвър по персонажи, създадени от Бил Фингър, Боб Кейн и Джери Робинсън - Малки жени – Грета Гъруиг по едноименната новела от Луиза Мей Олкът - Двамата папи – Антъни МакКартън по едноименната му постановка                                          |
| Най-добър анимационен филм | Най-добър международен филм |
| - Играта на играчките: Пътешествието – Джош Кули, Джонас Ривера и Марк Нилсен - Как да си дресираш дракон: Тайнственият свят – Дийн ДеБлоа, Бони Арнолд и Брад Люис - Изгубих своето тяло – Джереми Клапин и Марк дю Понтави - Клаус – Серхио Паблос, Джинко Гото и Мариса Роман - Търсенето на Линк – Крис Бътлър, Ариан Сътнър и Травис Найт | - Паразит (Южна Корея) на корейски – режисьор Понг Джунг Хо - Тяло Христово (Полша) на полски – режисьор Ян Комаса - Медена земя (Северна Македония) на македонски и турски – режисьори Тамара Котевска и Любомир Стефанов - Клетниците (Франция) на френски – режисьор Ладж Ли - Болка и слава (Испания) на испански – режисьор Педро Алмодовар |
| Най-добър пълнометражен документален филм | Най-добър късометражен документален филм |
| - Американски завод – Стивън Богнар, Джулия Райхарт и Джеф Райхарт - Пещерата – Ферас Фаяд, Кирстин Барфод и Сигрид Декяер - Острието на демокрацията – Петра Коста, Джоана Натасегара, Шейн Борис и Тиаго Паван - За Сама – Уаад Ал-Катеаб и Едуард Уатс - Медена земя – Любомир Стефанов, Тамара Котевска и Атанас Георгиев | - Да се учиш да караш скейтборд във военна зона (Ако си момиче) – Карол Дисинджър и Елена Андрейчева - При отсъствието – И Сунг Джун и Гари Бюнг Сеок Кам - Животът ме побеждава – Джон Хаптас и Кристин Самуелсон - Супермен от Сейнт Луис – Смрити Мундра и Сами Кан - Ходи, тичай и танцувай ча-ча – Лаура Никс и Колет Сандстет |
| Най-добър късометражен игрален филм | Най-добър късометражен анимационен филм |
| - Прозорецът на съседите – Маршал Къри - Братство – Мериам Джобюр и Мария Грасия Тургеон - ФК Нефта – Ив Плат и Дамиен Мегерби - Сариа – Браян Бъкли и Мат Лефьоб - Сестра – Делфин Жирар | - Любов към косата – Матю А. Чери и Карън Рупърт Толивър - Дчера (Дъщеря) – Дария Кашчеева - Китбул – Розана Съливан и Катрин Хендриксън - Запомнящ се – Бруно Коле и Жан-Франсоа Ле Кор - Сестра – Сики Сонг |
| Най-добра филмова музика | Най-добра оригинална песен |
| - Жокера – Хилдур Гурнадотир - Малки жени – Александър Десплат - Брачна история – Ранди Нюман - 1917 – Томас Нюман - Междузвездни войни: Епизод IX - Възходът на Скайуокър – Матю Ууд и Дейвид Акорд | - „Обичай ме отново“ от Рокетмен – изпълнява Елтън Джон; текст – Берни Топен - „Не мога да те оставя да се изхвърлиш“ от Играта на играчките: Пътешествието – текст и изпълнение от Ранди Нюман - „Аз съм с теб“ от Пробив – текст и изпълнение от Диан Уорън - „В непознатото“ от Замръзналото кралство 2 – текст и изпълнение от Кристен Андерсон-Лопез и Робърт Лопез - „Стани“ от Хариет – Музика и изпълнение от Джошуа Бриан Кембъл и Синтия Ериво |
| Най-добър звуков монтаж | Най-добър звук |
| - Пълно ускорение – Доналд Силвестър - Жокера – Алан Робърт Мъри - 1917 – Оливър Тарни и Рейчъл Тейт - Имало едно време в Холивуд – Уайли Стейтмен - Междузвездни войни: Епизод IX - Възходът на Скайуокър – Матю Ууд и Дейвид Акорд | - 1917 – Марк Тейлър и Стюарт Уилсън - Към звездите – Гари Ридстрьом, Том Джонсън и Марк Улано - Пълно ускорение – Пол Маси, Дейвид Джамарко и Стивън А Мороу - Жокера – Том Озанич, Дийн Зупанчич и Тод Мейтланд - Имало едно време в Холивуд – Майкъл Минклър, Кристиан П. Минклър и Марк Улано |
| Най-добри декори | Най-добра кинематография |
| - Имало едно време в Холивуд – Барбара Линг и Нанси Хай - Ирландецът – Боб Шоу и Реджина Грейвс - Джоджо заека – Ра Винсънт и Нора Шопкова - 1917 – Денис Гаснер и Лий Сандалес - Паразит – Лий Ха Джун и Чо Уон У | - 1917 – Роджър Дийкинс - Ирландецът – Родриго Прието - Жокера – Лоурнс Шер - Фарът – Джарин Блашке - Имало едно време в Холивуд – Робърт Ричардсон |
| Най-добър грим и прически | Най-добри костюми |
| - Бомба със закъснител – Казу Хиро, Ан Морган и Вивиан Бейкър - Жокера – Ники Ледерман и Кей Джорджу - Джуди – Джереми Ууудхед - 1917 – Наоми Дон, Тристан Верслуис и Ребека Коул - Господарка на злото 2 – Пол Гууч, Арйен Туитен и Дейвид Уайт | - Ирландецът – Санди Пауъл и Кристофър Питърсън - Джоджо Заека – Мейс С. Рубео - Жокера – Марк Бриджис - Малки жени – Жаклин Дюран - Имало едно време в Холивуд – Ариан Филипс |
| Най-добър филмов монтаж | Най-добри визуални ефекти |
| - Пълно ускорение – Андрю Бъкланд и Майкъл МакКъскър - Ирландецът – Телма Шуунмейкър - Джоджо заека – Том Ийгълс - Жокера – Джеф Грот - Паразит – Янг Джин Мо | - 1917 – Грег Бътлър, Гийом Рошерон и Доминик Туохи - Отмъстителите: Краят – Дан ДеЛьов, Мат Ейткън, Ръсел Ърл и Дан Судик - Ирландецът – Пабло Хелман, Леандро Естебекорена, Стефан Грабил и Нелсън Сепулведа - Цар Лъв – Робърт Легато, Адам Валдез, Андрю Р. Джоунс и Елиът Нюман - Междузвездни войни: Възходът на Скайуокър – Роджър Гие, Нийл Сканлан, Патрик Тубах и Доминик Туохи                                                                |

## Филми с повече награди и номинации
Тази година, 53 филма получават общо 124 номинации. От тях 18 филма получават общо 24 награди.
| Номинации | Филм                                      |
| --------- | ----------------------------------------- |
| 11        | Жокера                                    |
| 10        | 1917                                      |
| 10        | Имало едно време в Холивуд                |
| 10        | Ирландецът                                |
| 6         | Паразит                                   |
| 6         | Джоджо Заека                              |
| 6         | Брачна история                            |
| 6         | Малки жени                                |
| 4         | Пълно ускорение                           |
| 3         | Бомба със закъснител                      |
| 3         | Междузвездни войни: Възходът на Скайуокър |
| 3         | Двамата папи                              |
| 2         | Джуди                                     |
| 2         | Играта на играчките: Пътешествието        |
| 2         | Хариет                                    |
| 2         | Медена земя                               |
| 2         | Болка и слава                             |

| Награди | Филм                       |
| ------- | -------------------------- |
| 4       | Паразит                    |
| 3       | 1917                       |
| 2       | Жокера                     |
| 2       | Имало едно време в Холивуд |
| 2       | Пълно ускорение            |